# 鉄1〜電車でバトル!〜
『鉄1〜電車でバトル!〜』（テツワン でんしゃでバトル）は、シスコンエンタテイメント（現・シスコン）から発売されたPlayStation 2用のレースゲーム。2001年7月5日発売。媒体はCD-ROM1枚。
本項では、2002年に発売された『鉄1〜電車でバトル!〜WORLD GRAND PRIX』（テツワン でんしゃでバトル ワールドグランプリ）についても記述する。

## 概要
自動車ではなく電車（鉄道車両）でレースを行うという、業界初の電車レースゲームとして鳴り物入りで発売された作品。全国の6地域の中から好きな電車を選択し、地域予選を勝ち抜けば全国の電車と勝負する流れとなる。選択可能な電車には、JRや大手私鉄は勿論のこと、第三セクターなどのローカル鉄道も網羅しており、全部で50種類、隠し電車も合わせると80種類の電車が登場する。しかし、登場する電車は内容が内容なだけに非ライセンスのため、電車の名前やロゴマークは実物をもじったものになっている。
レースであるため速度制限などは無く、各車ともひたすらゴール目指して突っ走ることになる。追い越しの際にはライバル電車に側面から体当たりし、弾き飛ばして線路を奪うといった行為も可能。他にも電車が片輪走行で火花を散らしながらカーブを曲がったり、前後から激しくぶつかり合ったりするなど、実物の常識を外れた光景が展開される。また、ゴールも通過するのではなく所定の場所に止まらなければならず、通り過ぎるとタイムロスになってしまうため、最後の最後まで気の抜けない展開となる。
本作のテーマソングにはTHE BLUE HEARTSの『TRAIN-TRAIN』が使われており、タイトル画面のあとのデモシーンではこの曲をバックに6台の電車がレースする姿が流れる。
キャッチコピーは『ローカル、メジャーもみなレース』。

## ストーリー
仮想ネットワークゲーム『HOMETOWN TRAIN』（ホームタウントレイン）。これを利用し、電車日本一を決める大会「鉄1」（テツワン）が開催。各地からエントリーが始まった。プレイヤーは選んだ「マイトレイン」でエントリーし、日本全国の強豪たちとの熾烈なレースに身を投じていく…。

## ゲームシステム
前述の通りマシンはすべて鉄道車両で、線路の上でのレースであるためルールにも特異な部分がある。なお、本節以下ではゲーム画面や説明書での表記に合わせ、マシンの呼称をすべて「電車」で統一する。

### 操作方法
レース中の操作方法は以下の通り。レース中は方向キーは使わず、2本のスティックとボタンで電車を操作する。プレイヤーが行える主な操作は「加速」「減速」「荷重移動」「車線変更」「非常ブレーキ」の5つ。なお、「電車でGO!コントローラー」のような各種運転台型コントローラーには対応していないため、これらを使って操作することはできない。
加速／減速／荷重移動
左側のスティックを上に倒すと加速、下に倒すと減速を行う。
右側のスティックは荷重移動に使用。左右に倒すとその方向に重心が移動し、これにより遠心力でカーブの外側に倒れようとする車体のバランスをとることが出来る。ただしこれだけでは通過できないきついカーブや長いカーブも多く、その時は減速も併用しなくてはならない。また右スティックはバランスが崩れて脱線（コースアウト）したとき、左右に素早く何度も入力することでコースへの復帰に使うことも出来る。
2つのスティックの操作は「オプション」で入れ替えることが出来る。逆に言えば変えられるのはスティックの役割のみで、ボタンの役割を変えることは出来ない。
車線変更
L1およびR1ボタンを使用する。ボタンを押している間中、その方向（L1は左、R1は右）に「車線変更ナビ」と呼ばれる三角形の枠が表示される。画面上方からはポイントの場所と方向を示す「車線変更ガイド」という黄色い三角形が降りてくるが、これが「車線変更ナビ」と重なった瞬間に車線変更が成立する。
システム上、ボタンの入力はジャストタイミングで行う必要がないので、車線変更したいと思ったらその方向のボタンを押しっぱなしにしていれば良い。勿論、車線変更を終えたらボタンを離さないと行き過ぎることになってしまう。
非常ブレーキ
○ボタンまたはR2ボタンを使用する。押している間中、スティックによる減速よりもかなり強いブレーキがかかる。基本的にゴールの際に使うことになるが、レース中、カーブで減速が間に合わない時などに使うことも可能。
その他
□ボタンで視点変更を行うことが出来る。レース開始時は運転席からの視点（ドライバーズビュー）になっているが、このボタンを押すごとに車体後方視点→運転席視点→…と切り替わる。
スタートボタンを押すとポーズメニューが表示される。ポーズメニューでは、レースのやり直しや中止を行うことが出来る。

### レースの進行など
レースはアミダ状に広がる線路で行い、車線変更はポイントでのみ行うことができる。コーナーを曲がる際にオーバースピードだと脱線して線路から飛び出すこともあり、すぐに復帰することはできるもののスピードが落ちてしまうため、この間に敵車に抜かれることもある。電車ゆえにゴールは駅となっており、空いているホームを選択し、停車しなければならない。
スタート
ゲーム画面に切り替わるとシグナルが降りてきて、4カウント後に「GO！」の合図が出てスタートとなる。合図の前に加速の操作をしてしまうとフライングとなり、スタート後3秒間のペナルティストップが課せられる。シグナルが降りてくると同時にコントローラー操作を受け付けるようになっているので、始まる前からスティックを入れっぱなしにしていると確実にフライングをとられることになる。
画面表示
画面右上にタイマー、右下に速度計があり、速度計のすぐ下には「重心メーター」がある。カーブに差し掛かって車体が傾くとその方向にメーターが動き、外側に振り切れると電車が脱線するようになっている。また画面左上には現在の順位が表示される。
速度計とタイマーの間には、一部のモードを除いて「レーダー」がある。これは自車と敵車の位置関係を示すもので、自車は常に中央下部に白い三角形で表示される。敵車は黄色い三角形で表示され、脱線するとこれがオレンジ色に、リタイアすると赤に変わる。レーダーに表示されるのは敵車のみで、地形などは一切表示されない。
他にも、画面上部に表示される「ゴールアナウンス」というものがある。これについては後述。
敵車との接触および脱線（コースアウト）
脱線はカーブによってだけでなく、電車同士が接触したときにも起こる。ポイントによる車線変更等の際に電車が横からぶつかり合うと、直進したか車線変更を行ったかは関係なく前方にいた電車が脱線するようになっている。例外は双方が同時に車線変更したときで、この時のみ後方にいた電車が脱線する。なお脱線中にトンネルや鉄橋などの狭い場所を通ると、スティックの連続入力を行わなくてもコースに復帰できる。
前後からぶつかり合ったときは脱線することはなく、双方の速度がそのまま入れ替わる。
ゴール
ゴール前の一定の範囲に電車が1台でも進入すると、画面上部（VSモードのみ画面中央）に「ゴールアナウンス」が表示される。ゴールアナウンスではプレイヤーは「1」「2」の数字で、敵車（コンピューター）は「C」で表示され、これによりそれぞれの電車の走行車線と前後の位置関係を知ることができる。
ゴールアナウンス上方にある小判型の図形がホームを表している。緑色で表示されているのが電車の入っていない場所であり、各車とも車線変更を駆使してそこを目指さなければならない。電車の入ったホームは赤色に変わり、同時に電気バリアが張られて他車は進入できなくなる。既に他車がゴールした場所へ入ってバリアに当たってしまうと、その電車はリタイアとなってしまう。
空いているホームに入っても、非常ブレーキなどを使って止まらなければゴールにはならない。止まる場所はホームの中（画面上方に「STOP」の表示が出る区間）であればどこでもよいが、前にも後ろにもはみ出してはならない。オーバーランの場合は止まったあと自動的にバックすることになるが、この間停車するまではタイマーが動いているため大幅なタイムロスになる。なお、ホームの先の線路には車止めがあり、一定以上のオーバーランはできないようになっている。
レース終了後
プレイヤーがゴールするとレースの結果が表示され、その後レースのリプレイが流れる。リプレイでは側面や運転席からの視点など、プレイヤーを中心に様々なカメラアングルで直前のレースが再現される。VSモードではどちらのプレイヤーがカメラの中心に映るかがランダムで決定され、運転席視点のときのみ上下分割画面になる。なお、リプレイはスタートボタンでスキップできる。
その他
タイマーが5分に達するとタイムオーバーとなり、ゴールしていない電車は全員リタイアとなってしまう。

## ゲームモード
本作には以下のようなゲームモードが用意されている。タイトル画面でスタートボタンを押すとこれらを選択するメニュー画面に移る。
鉄1モード（TETSU-ONE）
6地域を転戦しながら、規定順位入賞を目指すモード。決勝大会では世界のコースで1位を争い、優勝できるとエンディングになる。また、ある条件を満たして優勝すれば隠し電車を手に入れることができる（詳細は#隠し電車を参照）。
開発段階では「鉄1トーナメント」という名称だった
ツアーモード（TOUR）
様々な条件・制限のかかった課題をクリアするモード。課題をクリアすると、それに応じた隠し電車を入手できる。課題は全部で14種類ある。詳細は下節、#ツアーモードの課題を参照。
フリーモード（FREE）
コースやレース環境を自由に設定して走行できるモード。敵車の有無やコースの走行方向だけでなく、時間帯や天候（晴れor雨、一部コースでは雨が雪になる）までもが設定できる。他のモードでもそうだが、雨や雪が降ると電車のブレーキの利きが悪くなり、ゴール時に特に注意が必要となる。
VSモード（VS）
プレイヤー2人で対戦するモード。フリーモードと同様、レース環境は自由に設定出来る。レース時は上下分割画面となり、レーダーが表示されない。
オプション（OPTION）
難易度設定やキーコンフィグといった各種設定をはじめ、各コースのベストタイムやツアーモードの記録の閲覧、それらのセーブ・ロードを行うことができる。
ヘルプ（HELP）
チュートリアルムービーが見られる。一通りの操作方法やルールが実際の画面と文章で説明される。

### ツアーモードの課題
上記の「ツアーモード」の課題の内容は以下のとおり。なお、カッコ内はその課題の入ったサーバー名である。
ポイント5！（トーホク）
条件：ポイント切り替えを5回だけ行い1位でゴールする。
凍結警報発令中（トーホク）
条件：線路が凍結した状態でのレース。ブレーキが通常よりも効き難く脱線もし易い中で1位でゴールする。
サイドアタック！（カントー）
条件：敵電車がゴール駅に到着する前に、サイドから体当たりして敵電車を全て地面に沈めるとクリア。
計器故障中！（カントー）
条件：レーダー・速度計・荷重バランスなどが全て故障した状態で1位でゴールする。
マイホームゴール！（カントー）
条件：ゴール駅付近で指示されるホームに1位でゴールする。
暴走トレインI！（カントー）
条件：暴走している電車に接近→連結→緊急停車させることができたらクリア。
定刻3分20秒！（チューブ）
条件：3分20秒〜30秒の間にゴール駅に到着するとクリア。
濃霧警報発令中！（チューブ）
条件：深い霧によって前方がほとんど見えない状態で1位でゴールする。
オンリーレール！（キンキー）
条件：レールから1度も脱線することなく1位でゴールする。
暴走トレインII！（キンキー）
条件：暴走している電車の前に回り込み強制停車させることができたらクリア。
非常一発！（チューゴク）
条件：最高速度からたった1回の非常ブレーキで、指定範囲0cm〜100cm以内に停車すればクリア。
バックアタック！（チューゴク）
条件：敵電車がゴール駅に到着する前に、バックから体当たりして敵電車を全て地面に沈めるとクリア。
DON'T TOUCH ME！（キューシュー）
条件：敵電車と1度も接触することなく1位でゴールする。
ピンポイントエリア！（キューシュー）
条件：指定された停車エリアに1位でゴールする。

## サーバー
このゲームは前述の通り架空のネットワークゲームをプレイする設定となっており、「サーバー」という用語が存在する。「サーバー」とは電車の所属する地域であるとともに、コースそのものをも指す。

### 国内サーバー
全部で6つあり、全て最初から選ぶことができる。ちなみにスタート・ゴールの駅の駅名標には「ときめき」「尻毛」「楽々園」など、実在の（またはかつて実在した）駅名が書かれている。
トーホク
雪景色のハイスピード大自然コース。他のコースで降る雨が、ここでは雪に変わる。降る雪は、雪の結晶まで目視できる。
北海道/東北地方の車両がモデルの電車が所属する。
カントー
ビルの谷間を縫う都会コース。空港やディズニーランド風の建物がビルの合間に登場する。
関東地方の車両がモデルの電車が所属する。
チューブ
海沿いを走る最も長距離のコース。途中で浜名湖らしき場所を通過するが富士山は出てこない。
中部地方の車両がモデルの電車が所属する。
キンキー
コースの両端が地下になっているコース。通天閣・大阪城やグリコ風看板の繁華街から、五重塔などがある古都へと変化していく。
近畿地方の車両がモデルの電車が所属する。
チューゴク
起伏の激しいダイナミックなコース。余部鉄橋や瀬戸大橋など、四国と中国地方を疾走することができる。
四国/中国地方の車両がモデルの電車が所属する。
キューシュー
異国情緒溢れる南国のコース。ヤシの木やオランダ村を彷彿させる風車とチューリップ畑がある。
九州地方の車両がモデルの電車が所属する。

### 決勝サーバー（隠しサーバー）
鉄1モードで地方大会を全て終えると出現するサーバー。鉄1モードで出現すればフリーモード・VSモードでも選択できるようになる。
国内サーバーよりゴールのホームが短く、とても急なカーブが存在するなど高難度のものが多い。
サンフランシスコ
1周目の決勝コース。
街中を走り抜ける路面コース。ケーブルカーが走るような長い坂道がある。
坂道だけでなく、全コースで一番といえる急カーブの連続が非常に厳しい。
インド
2周目の決勝コース。
街と街の間の山岳地帯を駆け抜ける。背景のところどころに牛が寝そべっており、街の部分ではタージ・マハル風の建物も見える。
短い急カーブが連続する中で、たまに長いカーブがくる構成。微妙なブレーキ加減でそれらを乗り切れるかどうかが勝負の分かれ目になる。
フランス
3周目の決勝コース。
石畳が続くコースで、フランスの片田舎をイメージした感じ。凱旋門やエッフェル塔は出てこない。
アップダウンが激しかったり建物でコースが分断されて狭くなったりするものの、決勝コースの中では難易度は低い。
ニューヨーク
4周目の決勝コース。
コースの大半が地下になっており、時おり地上部分も通過する。途中の鉄橋では、カーブ外側に自由の女神らしき像も見える。また、トーホクと同じく雨の代わりに雪が降る。
サンフランシスコに次いでカーブがきついうえ、ゴールの構造が意地悪で、ホームが高台のような部分にあるため遠くからは見えない。このため先読みでブレーキをかけないとオーバーランは必至。

## 登場電車一覧
電車はすべて1両で走るため、実物が2両以上のものも1車体にアレンジされている。また、JR線の車両をモデルにした電車には「〜Jr.」、その他の鉄道会社の車両をモデルにした電車には「〜トレイン（TRAIN）」という名前がついている。
車両ラインナップのコンセプトが「いつも利用しているこの電車、故郷を思い出すあの電車」（マニュアルより）であるためか、殆どが通勤形車両などいわゆる普通列車に使用される車両で占められており、新幹線車両のような電車は全く登場しない。また、1両で走る関係上ブルートレインのようなモーターを積まない客車列車をモデルとしたものも存在しない。
電車にはそれぞれ最高速度・加速力・ブレーキ力・カーブ性能・坂道性能の5つが設定されている。チューニングの概念はなく、これらの性能はゲーム中変化することがない。

### 最初から使える電車
初期状態で使える電車は全部で50種類。
トーホク
サッポーロトレイン（SAPPO-RO TRAIN）
- 性能：最高速度3・加速3・ブレーキ4・カーブ3・坂道3

モデルは札幌市交通局3300形電車。いずれの性能も中程度で、標準的な性能。
ハコダーテトレイン（HAKODA-TE TRAIN）
- 性能：最高速度2・加速4・ブレーキ4・カーブ3・坂道3

モデルは函館市交通局1000形1007号車。スピードは出ないが、加速力に長けている。この電車に限らず、路面電車タイプのものはそういった性能のものが多い。
オーウーJr.（OH-WOO Jr.）
- 性能：最高速度4・加速4・ブレーキ3・カーブ3・坂道2

モデルはJR東日本701系電車（秋田色）。
ジョーバーンJr.（JOE-BURN Jr.）
- 性能：最高速度4・加速1・ブレーキ3・カーブ4・坂道4

モデルは国鉄717系電車。スピードが出るうえカーブにも強いので、加速力さえ我慢すればかなり扱いやすい。
サンリークトレイン（SANREAK TRAIN）
- 性能：最高速度3・加速2・ブレーキ3・カーブ3・坂道5

モデルは三陸鉄道36-100形気動車。
センダーイトレイン（SENDARI TRAIN）
- 性能：最高速度3・加速4・ブレーキ4・カーブ3・坂道2

モデルは仙台市交通局1000系電車。
アブクーマトレイン（ABUKUUMA TRAIN）
- 性能：最高速度3・加速3・ブレーキ3・カーブ4・坂道3

モデルは阿武隈急行8100系電車。
アイズートレイン（EYEZOO TRAIN）
- 性能：最高速度2・加速3・ブレーキ4・カーブ3・坂道4

モデルは会津鉄道AT-100形気動車。

カントー
ヤマノーテJr.（YAMANOHTE Jr.）
- 性能：最高速度3・加速3・ブレーキ4・カーブ4・坂道2

モデルは国鉄205系電車（山手線）。スピードは中程度だが、カーブに強くかなり使いやすい。
ケーヒントーホークJr.（K-HINTOHHAWK Jr.）
- 性能：最高速度4・加速3・ブレーキ3・カーブ3・坂道3

モデルはJR東日本209系電車（京浜東北線）。
セーブートレイン（SAY-BOO TRAIN）
- 性能：最高速度4・加速3・ブレーキ2・カーブ4・坂道3

モデルは西武新2000系電車。スピードやカーブ性能は申し分ないが、ブレーキ性能が低いのでゴール時には注意が必要。
オダッキュートレイン（ODAT-Q TRAIN）
- 性能：最高速度4・加速3・ブレーキ3・カーブ3・坂道3

モデルは小田急9000形電車。
ケッオートレイン（KET-OW. TRAIN）
- 性能：最高速度5・加速3・ブレーキ4・カーブ3・坂道2

モデルは京王8000系電車。
ケッキュートレイン（KET-Q TRAIN）
- 性能：最高速度5・加速3・ブレーキ3・カーブ3・坂道3

モデルは京急2100形電車。
トッキュートレイン（TOT-Q TRAIN）
- 性能：最高速度5・加速2・ブレーキ3・カーブ3・坂道4

モデルは東急3000系電車 (2代)。
トーブートレイン（TO-BOO TRAIN）
- 性能：最高速度4・加速3・ブレーキ3・カーブ3・坂道4

モデルは東武30000系電車。
ケッセーイトレイン（KESSAY TRAIN）
- 性能：最高速度3・加速4・ブレーキ4・カーブ3・坂道3

モデルは京成3700形電車。
サガーミトレイン（SAGARMI TRAIN）
- 性能：最高速度4・加速3・ブレーキ3・カーブ4・坂道3

モデルは相鉄新7000系電車。

チューブ
ホクホークトレイン（HOKUHAWK TRAIN）
- 性能：最高速度5・加速4・ブレーキ3・カーブ1・坂道3

モデルは北越急行HK100形電車。全車両中最低のカーブ性能が最大の泣き所。最高速度と相俟って頻繁にコースアウトすることも珍しくない。扱いの難しい電車といえる。
フジッキュートレイン（HUZIKKYU TRAIN）
- 性能：最高速度3・加速2・ブレーキ3・カーブ4・坂道4

モデルは富士急行1000系電車。
シナーノトレイン（SINARNO TRAIN）
- 性能：最高速度3・加速1・ブレーキ3・カーブ4・坂道5

モデルはしなの鉄道169系電車。
ノットトレイン（NOT TRAIN）
- 性能：最高速度3・加速1・ブレーキ4・カーブ4・坂道4

モデルはのと鉄道NT100形気動車。
フクーイトレイン（FUKU-I TRAIN）
- 性能：最高速度2・加速3・ブレーキ4・カーブ3・坂道4

モデルは福井鉄道600形601号車。
エーンシュートレイン（EENSYU TRAIN）
- 性能：最高速度3・加速3・ブレーキ3・カーブ4・坂道3

モデルは遠州鉄道2000形電車。
メイテーツトレイン（MEITE-TSU TRAIN）
- 性能：最高速度4・加速3・ブレーキ3・カーブ4・坂道3

モデルは名鉄3500系電車 (2代)。
サーンギートレイン（SARNGY TRAIN）
- 性能：最高速度3・加速3・ブレーキ3・カーブ3・坂道4

モデルは三岐鉄道801系電車。

キンキー
カラスーマトレイン（KALAS-MA TRAIN）
- 性能：最高速度3・加速4・ブレーキ4・カーブ2・坂道3

モデルは京都市交通局10系電車。
ミドースージトレイン（MIDOSUUZI TRAIN）
- 性能：最高速度3・加速4・ブレーキ4・カーブ3・坂道2

モデルは大阪市交通局10系電車。
キンキートレイン（KINKEY TRAIN）
- 性能：最高速度4・加速3・ブレーキ3・カーブ4・坂道3

モデルは近鉄の通勤形車両（いわゆる『角屋根』タイプ）。
ケーハーントレイン（K-HEARN TRAIN）
- 性能：最高速度5・加速3・ブレーキ2・カーブ4・坂道3

モデルは京阪9000系電車。最高速とカーブの性能が共に最大値である唯一の電車。先行逃げ切りタイプ。
ナーンカーイトレイン（NARNCURII TRAIN）
- 性能：最高速度4・加速3・ブレーキ4・カーブ3・坂道3

モデルは南海9000系電車。
ハーンキュートレイン（HARNKYU TRAIN）
- 性能：最高速度5・加速3・ブレーキ3・カーブ3・坂道3

モデルは阪急8000系電車。
ハーンシーントレイン（HARNSEEN TRAIN）
- 性能：最高速度4・加速5・ブレーキ4・カーブ2・坂道2

モデルは阪神9000系電車。同社のジェットカーをイメージしたのか、加速力が5（最大）である唯一の電車となっている。
サーンヨートレイン（SARNYO TRAIN）
- 性能：最高速度4・加速3・ブレーキ3・カーブ4・坂道2

モデルは山陽電気鉄道5000系電車。

チューゴク
イーチバタートレイン（EACH BUTTER TRAIN）
- 性能：最高速度2・加速3・ブレーキ3・カーブ4・坂道4

モデルは一畑電気鉄道2100系電車。
イバーラートレイン（IBARLAR TRAIN）
- 性能：最高速度3・加速2・ブレーキ4・カーブ3・坂道4

モデルは井原鉄道IRT355形気動車。
オカヤーマトレイン（OKAYARMA TRAIN）
- 性能：最高速度3・加速4・ブレーキ3・カーブ3・坂道3

モデルは岡山電気軌道3000形電車。
ヒロシーマトレイン（HIROSEEMA TRAIN）
- 性能：最高速度2・加速3・ブレーキ4・カーブ4・坂道3

モデルは広島電鉄3000形電車。
コトヒーラトレイン（KOTOHEELA TRAIN）
- 性能：最高速度3・加速3・ブレーキ4・カーブ3・坂道3

モデルは高松琴平電気鉄道1100形電車。
イーヨートレイン（E-YOO TRAIN）
- 性能：最高速度2・加速4・ブレーキ4・カーブ3・坂道3

モデルは伊予鉄道モハ2000形電車。
トーサートレイン（TOHSAR TRAIN）
- 性能：最高速度3・加速3・ブレーキ4・カーブ3・坂道3

モデルは土佐電気鉄道600形電車。
サーンイーンJr.（SARNIIN Jr.）
- 性能：最高速度3・加速3・ブレーキ4・カーブ3・坂道3

モデルはJR西日本キハ126系気動車。

キューシュー
ニシニホーントレイン（NISHINIHORN TRAIN）
- 性能：最高速度3・加速3・ブレーキ3・カーブ4・坂道3

モデルは西鉄600形電車 (鉄道・2代)。
シマバーラトレイン（SHIMABARLA TRAIN）
- 性能：最高速度3・加速2・ブレーキ3・カーブ4・坂道4

モデルは島原鉄道キハ2500形気動車。
ナガサーキトレイン（NAGASARKI TRAIN）
- 性能：最高速度3・加速3・ブレーキ3・カーブ3・坂道4

モデルは長崎電気軌道370形電車。
クマモートトレイン（KUMAMORT TRAIN）
- 性能：最高速度2・加速3・ブレーキ4・カーブ4・坂道3

モデルは熊本市交通局1350形電車。
キクーチトレイン（KICOOCHI TRAIN）
- 性能：最高速度3・加速3・ブレーキ4・カーブ3・坂道3

モデルは熊本電気鉄道6000系電車。
カゴシーマトレイン（KAGOSEE-MA TRAIN）
- 性能：最高速度2・加速4・ブレーキ3・カーブ4・坂道3

モデルは鹿児島市交通局600形電車。
フクオーカトレイン（HUKUOHKA TRAIN）
- 性能：最高速度3・加速3・ブレーキ3・カーブ3・坂道4

モデルは福岡市交通局2000系電車。
ヘイチークトレイン（HEYCHEEK TRAIN）
- 性能：最高速度2・加速3・ブレーキ3・カーブ4・坂道4

モデルは平成筑豊鉄道100形気動車。

### 隠し電車
隠し要素として出現する電車は全部で30種類。ツアーモードの課題をクリアすると手に入るものと、鉄1モードで手に入るものとがある。
鉄1モードで手に入る電車は出現条件が「決勝サーバーが全て出現した状態で優勝する」というものであるため、普通にやると5周以上クリアしなければならず、入手にはかなり手間がかかる。
トーホク
トーホークJr.（TOHHAWK Jr.）
- 性能：最高速度4・加速4・ブレーキ3・カーブ3・坂道2

モデルはJR東日本701系電車（仙台色）。オーウーJr.の色違いで性能は同一。ツアーモードの課題「ポイント5！」をクリアすると手に入る。
ホッカーイドーJr.（HOKKAIDO Jr.）
- 性能：最高速度3・加速2・ブレーキ4・カーブ3・坂道4

モデルはJR北海道731系電車。ツアーモードの課題「凍結警報発令中！」をクリアすると手に入る。
チホークトレイン（CHIHAWK TRAIN）
- 性能：最高速度3・加速2・ブレーキ4・カーブ3・坂道4

モデルは北海道ちほく高原鉄道CR70形気動車。鉄1モードで、トーホクの電車を使って冒頭に記した条件を満たすと手に入る。
ツガールトレイン（TSUGIRL TRAIN）
- 性能：最高速度3・加速3・ブレーキ3・カーブ3・坂道4

モデルは津軽鉄道津軽21形気動車。チホークトレインと同じ条件で2回優勝すると手に入る。

カントー
チューオーJr.（CHUOH Jr.）
- 性能：最高速度3・加速3・ブレーキ4・カーブ3・坂道3

モデルは国鉄201系電車（中央線快速）。ツアーモードの課題「計器故障中！」をクリアすると手に入る。
ソーブーJr.（SOWBOO Jr.）
- 性能：最高速度3・加速4・ブレーキ3・カーブ3・坂道3

モデルはJR東日本209系電車（中央・総武緩行線）。ツアーモードの課題「暴走トレインI！」をクリアすると手に入る。
ケーヨーJr.（K-YOO Jr.）
- 性能：最高速度3・加速3・ブレーキ4・カーブ3・坂道3

モデルは国鉄205系電車（京葉線）。ツアーモードの課題「マイホームゴール！」をクリアすると手に入る。
サイキョーJr.（SAIKYO Jr.）
- 性能：最高速度4・加速3・ブレーキ3・カーブ3・坂道3

モデルは国鉄205系電車（埼京線）。ツアーモードの課題「サイドアタック！」をクリアすると手に入る。
トデーントレイン（TODEAN TRAIN）
- 性能：最高速度2・加速4・ブレーキ4・カーブ3・坂道3

モデルは東京都交通局7000形電車。鉄1モードで、カントーの電車を使って冒頭の条件を満たすと手に入る。
カントートレイン（KANTOO TRAIN）
- 性能：最高速度3・加速3・ブレーキ4・カーブ3・坂道3

モデルは関東鉄道キハ2000形気動車。この電車を使って鉄1モードをプレイすると、セーブファイルの電車名が「チヨーダトレイン」になる。トデーントレインと同じ条件で2回優勝すると手に入る。
エノシーマトレイン（ENOSEEMA TRAIN）
- 性能：最高速度2・加速4・ブレーキ3・カーブ4・坂道3

モデルは江ノ島電鉄2000形電車。ヒロシーマトレインやカゴシーマトレイン同様、敵に回すと厄介。トデーントレインと同じ条件で3回優勝すると手に入る。
ヨコハーマトレイン（YOKOHARMA TRAIN）
- 性能：最高速度3・加速4・ブレーキ3・カーブ3・坂道3

モデルは横浜市交通局3000形電車。トデーントレインと同じ条件で4回優勝すると手に入る。

チューブ
ナガーノJr.（NAGARNO Jr.）
- 性能：最高速度3・加速1・ブレーキ3・カーブ4・坂道5

モデルは国鉄115系電車。ツアーモードの課題「濃霧警報発令中！」をクリアすると手に入る。
トーカイドーJr.（TOHKAIDOH Jr.）
- 性能：最高速度4・加速3・ブレーキ3・カーブ3・坂道4

モデルは国鉄211系電車。ツアーモードの課題「定刻3分20秒！」をクリアすると手に入る。
トヤーマトレイン（TOYARMA TRAIN）
- 性能：最高速度3・加速4・ブレーキ4・カーブ3・坂道2

モデルは富山地方鉄道8000形電車。鉄1モードで、チューブの電車を使って冒頭の条件を満たすと手に入る。
ナゴーヤトレイン（NAGOHYA TRAIN）
- 性能：最高速度3・加速4・ブレーキ3・カーブ3・坂道3

モデルは名古屋市交通局5050形電車。トヤーマトレインと同じ条件で2回優勝すると手に入る。
キンキー
オーサカカンジョーJr.（OHSAKAKANJO Jr.）
- 性能：最高速度2・加速3・ブレーキ4・カーブ4・坂道3

モデルは国鉄103系電車（大阪環状線）。ツアーモードの課題「オンリーレール！」をクリアすると手に入る。
アーバンネットJr.（AHBANNET Jr.）
- 性能：最高速度4・加速3・ブレーキ3・カーブ4・坂道3

モデルはJR西日本221系電車。ツアーモードの課題「暴走トレインII！」をクリアすると手に入る。
タンゴートレイン（TANGO TRAIN）
- 性能：最高速度2・加速2・ブレーキ3・カーブ4・坂道5

モデルは北近畿タンゴ鉄道KTR700形・KTR800形気動車。鉄1モードで、キンキーの電車を使って冒頭の条件を満たすと手に入る。
ノーセートレイン（NO-SE TRAIN）
- 性能：最高速度3・加速3・ブレーキ3・カーブ3・坂道4

モデルは能勢電鉄3100系電車。タンゴートレインと同じ条件で2回優勝すると手に入る。
ランデーントレイン（RANDERN TRAIN）
- 性能：最高速度2・加速3・ブレーキ4・カーブ4・坂道3

モデルは京福電気鉄道モボ2001形電車。オーサカカンジョーJr.と同性能だが、車体の長さが異なる。タンゴートレインと同じ条件で3回優勝すると手に入る。
コーベートレイン（KOHBER TRAIN）
- 性能：最高速度3・加速2・ブレーキ3・カーブ4・坂道4

モデルは神戸電鉄1300系電車。タンゴートレインと同じ条件で4回優勝すると手に入る。

チューゴク
シコークJr.（SHIKORK Jr.）
- 性能：最高速度4・加速3・ブレーキ3・カーブ3・坂道3

モデルはJR四国2000系気動車。本作で唯一特急形車両をモデルにした電車。特急形だけあって最高速度は高い。ツアーモードの課題「非常一発！」をクリアすると手に入る。実車は振り子式だが、カーブの性能は普通。
セットオーハシJr.（SETOHHASHI Jr.）
- 性能：最高速度3・加速4・ブレーキ3・カーブ3・坂道3

モデルは国鉄213系電車。ツアーモードの課題「バックアタック！」をクリアすると手に入る。
チーヅトレイン（CHEEZ TRAIN）
- 性能：最高速度2・加速3・ブレーキ4・カーブ4・坂道3

モデルは智頭急行HOT3500形気動車。鉄1モードで、チューゴクの電車を使って冒頭の条件を満たすと手に入る。
グリーンムービー（GREEN MOVIE）
- 性能：最高速度3・加速4・ブレーキ4・カーブ3・坂道2

モデルは広島電鉄5000形電車。名前の由来は実車の愛称であるグリーンムーバー。チーヅトレインと同じ条件で2回優勝すると手に入る。

キューシュー
キューシューJr.（KYUSYU Jr.）
- 性能：最高速度4・加速3・ブレーキ3・カーブ3・坂道3

モデルはJR九州813系電車。ツアーモードの課題「ピンポイントエリア！」をクリアすると手に入る。
ヒッサツJr.（HISSATSU Jr.）
- 性能：最高速度3・加速3・ブレーキ4・カーブ3・坂道3

モデルは国鉄キハ31形気動車。実車が山岳路線向けの車両であるにもかかわらず、なぜか坂道性能は中程度である。ツアーモードの課題「DON'T TOUCH ME！」をクリアすると手に入る。
マツウーラトレイン（MATSUUHLA TRAIN）
- 性能：最高速度2・加速3・ブレーキ3・カーブ4・坂道4

モデルは松浦鉄道MR-100形気動車。鉄1モードで、キューシューの電車を使って冒頭の条件を満たすと手に入る。
タカチーホトレイン（TAKACHIE-HO TRAIN）
- 性能：最高速度2・加速3・ブレーキ4・カーブ3・坂道4

モデルは高千穂鉄道TR-100形気動車。マツウーラトレインと同じ条件で2回優勝すると手に入る。

## 開発に関して
『GAME SIDE』の前身である『ナイスゲームズ』に本作の制作スタッフ（開発部ディレクターの中田慎吾と広報宣伝・制作課のスタッフ）へのインタビューが掲載され、開発に関して語られたことがある。
中田が昔利用していた路線に複数の列車が並走する区間があり、それが競走しているように見えたため、その頃から漠然と電車でのレースをイメージしていたという。加えて本作の発売前に登場した『電車でGO!』は難易度が高かったため、もっと自由に走らせて遊べるものが欲しいということも制作の動機となった。
駅に止めるという要素は中田本人としては当初から予定していたことであったが、レースゲーム派のスタッフと「突っ走ってゴールではないか」「いや、止まらないと」というやりとりを繰り返すこととなった。また当初はオーバーランした先で電車を崖からスキージャンプのように飛ばすというフィーチャーも考えていたらしい。処理的な問題もあって没となったが、一部のローディング画面がその名残となっている。
最も苦労した点はコースの作成で、一般的なレースゲームではコースのレイアウトをラフで描いてから調整できるのに対し、本作では修正が必要だと分かると初めから作り直さなければならなかったという。またゲームシステム上ヘアピンカーブのような場所が組み込めず、ポイントの配置に至っては最後まで調整が続いたという。
本作のゲーム画面にはコースの図や標識の類が表示されていないが、これらは「あえてつけなかった」とのことである。理由としてコース図をつけるとプレイ中にそればかり見てしまう、相手が前方に立ち塞がっても先が分かるため後方が有利になってしまう、といったことが挙げられていた。前が見えないもどかしさを感じたりしつつ、慌てながら忙しくやって欲しいとの意図も込められている。
電車を2両にする案もあったが、追い抜くのがどうしても難しくなってしまうということで1両になった。
テーマソング『TRAIN-TRAIN』に関しては中田自身それほど思い入れはなかったが、仕事中たまたまこの曲のCDをかけながらゲームの画面を見たとき、とてもよくマッチしていると感じたとのこと。営業の方から音の面でも何か印象に残るものを、という要望があったこともあって中田はこれならどうかと思い、スタッフ一人一人に曲と画面を見せて回ったという。

## 鉄1〜電車でバトル!〜WORLD GRAND PRIX
『鉄1〜電車でバトル!〜WORLD GRAND PRIX』（テツワン でんしゃでバトル ワールドグランプリ）は、シスコンエンタテイメント（現・シスコン）から発売されたPlayStation 2用のレースゲームである。媒体はCD-ROM1枚。発売日は2002年2月21日。
『鉄1〜電車でバトル!〜』（以下「前作」）は日本のみの発売であったが、本作は『X-treme Express』のタイトルでヨーロッパでも発売された。

### 概要 (WORLD GRAND PRIX)
「電車レースの決定版!（当社比）」のキャッチコピーで発売された第2弾。背景などの流用が多いためか、続編ではなくリニューアル版とされている。設定は前作と同じで、プレイヤーは仮想ネットワークゲーム『HOMETOWN TRAIN』を使った世界最強最速電車決定戦「鉄1ワールドグランプリ」に挑む。
登場する電車は各国の国旗などをモチーフにした架空の電車となり、実在の車両をモデルとしたものは登場しなくなった。(ただし、完全に架空のものとは言い切れない。詳細は後述。）。隠し電車には、ネコ電車や歌舞伎電車などがあり、海外で発売したバージョンを思わせる遊び要素が入っている。
効果音やアナウンスのボイスは前作のものを流用しているが、BGMはタイトル・メニュー画面関連を除いて一新された。オープニングデモの曲も『TRAIN-TRAIN』ではなくなっており、新規製作のインストゥルメンタルになっている（ただし前作のPVでも使用されている）。またエンディング曲が『線路は続くよどこまでも』になっている。
操作方法やルール、レースの流れも前作から変化はないが、スタートの合図と同時に発進することで一時的に加速力が増す「スタートダッシュ」という新システムが加わった。

### ゲームモード (WORLD GRAND PRIX)
構成は前作と同じ。
グランプリモード（GRAND PRIX）
前作の「鉄1モード」に相当する、6地域を転戦しながら規定順位入賞を目指すモード。前作と違って予選6ステージを何周もする必要がなく、決勝ステージをクリアすると次の決勝ステージがすぐに出現する。前作の決勝は往路のみの一本勝負だったが、本作では決勝でも往路と復路の2戦行う。4回目の決勝である第10ステージをクリアするとエンディングとなり、条件を満たせば隠し電車も手に入る。
ツアーモード（TOUR）
様々な条件・制限のかかった課題をこなすモード。前作と異なり、複数のステージに同じ課題が用意されていることもある。またグランプリモードで決勝ステージをクリアすると、このツアーモードにもステージや課題が追加される。
フリーモード（FREE）
前作と同様の、自由に走行できるモード。
VSモード（VS）
前作と同様の対戦モード。
オプション（OPTION）
各種設定やセーブ・ロードを行えるモード。こちらの設定項目も前作と同じ。
ヘルプ（HELP）
チュートリアルムービーが見られる。「車線変更の仕方」などと要所要所にタイトルが表示されたり、操作説明の際にコントローラーの図が拡大されるなど、若干わかりやすくなっている。『X-treme Express』には含まれない。

#### ツアーモードの課題 (WORLD GRAND PRIX)
ツアーモードの課題も前作と同内容のもので構成されている。ステージの名称や内容については下節、#ステージで詳述する。
FIVE SWITCHES!
「SNOW PLAIN」および「AVENUE B」の2ステージに用意された課題。ポイント切り替えによる車線変更をちょうど5回行い1位でゴールする。前作の「ポイント5！」と同内容。
INSTRUMENT FAILURE!
「METROPOLIS」および「ALPINE WAY」の2ステージに用意された課題。速度計・レーダーなどあらゆる計器類が故障して使えない状態でのレース。前作の「計器故障中！」と同内容。
FOG ALERT!
「COASTLINE」および「AVENUE B」の2ステージに用意された課題。深い霧で前方がほとんど見えない状態でのレース。前作の「濃霧警報発令中！」と同内容。
STAY ON TRACK!
「CITYSCAPE」および「SOUTH ISLE」の2ステージに用意された課題。一度もコースアウトすることなく線路のみを走行し1位でゴールする。前作の「オンリーレール！」と同内容。
BRAKE TEST!
「RURAL LANE」および「ROCK ROUTE」の2ステージに用意された課題。最高速度から1回の非常ブレーキで指定範囲に電車を止める。前作の「非常一発！」と同内容。
MOVE IT!
「SUBWAY」および「ROCK ROUTE」の2ステージに用意された課題。敵車に側面から体当たりし、線路外へ押し出していく。前作の「サイドアタック！」と同内容。
MOVE IT II!
「SNOW PLAIN」「COASTLINE」および「RURAL LANE」の3ステージに用意された課題。敵車に後方から追突して倒していく。前作の「バックアタック！」と同内容。
RUNAWAY TRAIN!
「METROPOLIS」「CITYSCAPE」および「ALPINE WAY」の3ステージに用意された課題。暴走電車に後方から接近し、連結して止める。前作の「暴走トレインI！」と同内容。
PINPOINT STOP!
「SUBWAY」および「SOUTH ISLE」の2ステージに用意された課題。ゴールに設けられた停車エリアに入るように1位でゴールする。前作の「ピンポイントエリア！」と同内容。
BACK OFF!
全ステージに用意された課題。敵車と一度も接触することなく1位でゴールする。前作の「DON'T TOUCH ME！」と同内容。
なお、前作に存在した下記課題は本作に存在しないが、本作での使用を想定したと考えられる表記は残されている。
- 凍結警報発令中！（DEEP FREEZE!）
- マイホームゴール！（THAT'S MY STATION!）
- 定刻3分20秒！（BE ON TIME!）
- 暴走トレインII！（RUNAWAY TRAIN II！）

### ステージ
前作での「サーバー」は「ステージ」と名を変え、電車が所属する地域という概念がなくなっている。こちらもポイントの場所から背景まで前作のものが流用されているが、上空を鳥が飛んだりコースの脇に人が立っているなど、小型のオブジェクトが追加されている。

#### 最初から選べるステージ
SNOW PLAIN
寒冷地コース。前作の「トーホク」と同内容。
METROPOLIS
都会コース。前作の「カントー」と同内容。
COASTLINE
海沿いを走る長距離コース。前作の「チューブ」と同内容。
CITYSCAPE
古都と繁華街のコース。前作の「キンキー」と同内容。
RURAL LANE
石畳の続くコース。前作の「フランス」と同内容。
SUBWAY
地下のコース。前作の「ニューヨーク」と同内容。

#### 決勝ステージ（隠しステージ）
AVENUE B
街中を走る路面コース。前作の「サンフランシスコ」と同内容。
ALPINE WAY
山岳コース。前作の「インド」と同内容。
ROCK ROUTE
鉄橋や大橋のある起伏に富んだコース。前作の「チューゴク」と同内容。
SOUTH ISLE
南国のコース。前作の「キューシュー」と同内容。

### 登場電車一覧 (WORLD GRAND PRIX)
前作同様、電車はすべて1両で走る。前作では（狭義の）電車や気動車型のもののみであったが、本作には機関車のような形状のものも登場する。
多くの電車は実物の形状に各国の国旗の色のパターンを乗せたものになっている。電車数自体は80種と同じだが、初期状態30種・隠し50種とその比率が逆転している。
また大きく分けて「地下鉄型」「路面電車型」「ディーゼル機関車型」「ケーブルカー型」「その他の鉄道車両型」の5種類があり、それぞれ名前が「××-S」「××-R」「××-D」「××-C」「××-T」というパターンになっている。

#### 最初から使える電車 (WORLD GRAND PRIX)
North America
New York-S
- 性能：Speed5・Accel3・Brake3・Turn3・Hills3

モデルはニューヨーク市地下鉄R142形電車。
Chicago-S
- 性能：Speed3・Accel4・Brake4・Turn3・Hills2

モデルはシカゴ交通局3200系電車。
Canada-R
- 性能：Speed2・Accel4・Brake4・Turn3・Hills3

モデルはトロント市電CLRV形電車。路面電車らしく最高速度が控えめで加速力が高い。
San Francisco-C
- 性能：Speed2・Accel3・Brake3・Turn4・Hills5

モデルはサンフランシスコ・ケーブルカーの片運転台車両。唯一のケーブルカー型電車で、ケーブルカーらしく坂道に非常に強い。
Illinois-D
- 性能：Speed3・Accel2・Brake4・Turn3・Hills4

モデルはメトラF40PH-2形ディーゼル機関車。
San Diego-D
- 性能：Speed3・Accel3・Brake4・Turn4・Hills2

モデルはコースターF40PHM-2C形ディーゼル機関車。Illinois-Dとほぼ同型の車両をモデルとしているが、性能は異なる。
Miami-S
- 性能：Speed3・Accel4・Brake4・Turn3・Hills3

モデルはマイアミ・デイド交通ユニバーサル・トランジット・ビークル。地下鉄型の電車だが、モデルの運行路線は全線高架線で地下区間は存在しない。
Florida-D
- 性能：Speed3・Accel2・Brake4・Turn3・Hills4

モデルはTri-Rail MK F40PHL-2形ディーゼル機関車か。
Mexico-D
- 性能：Speed3・Accel3・Brake3・Turn3・Hills4

モデルはカンザス・シティ・サザン・デ・メキシコSDP40形ディーゼル機関車。
Atlanta-S
- 性能：Speed3・Accel3・Brake3・Turn4・Hills3

モデルはアトランタ都市圏高速交通局CQ311形電車。

Europe
Russia-S
- 性能：Speed4・Accel3・Brake3・Turn4・Hills2

モデルはサンクトペテルブルク地下鉄81-171形電車。
Germany-S

- 性能：Speed3・Accel2・Brake5・Turn3・Hills3

モデルはベルリン地下鉄A3形電車。ブレーキが非常に強く、悪天候時やホームの短いコースではゴールでの大逆転も狙える。
Portugal-S
- 性能：Speed4・Accel3・Brake2・Turn4・Hills3

モデルはリスボンメトロの車両（ML90系以降のいずれか）。前作のセーブートレインと同じ性能で、ブレーキが弱い点に注意。
Greece-S
- 性能：Speed3・Accel4・Brake2・Turn3・Hills4

モデルはアテネ-ピレウス電気鉄道8形・10形電車。
Netherlands-R
- 性能：Speed2・Accel4・Brake3・Turn3・Hills4

モデルはアムステルダム市営交通会社7G形電車。
Swiss-T
- 性能：Speed2・Accel4・Brake2・Turn3・Hills5

モデルはスイス国鉄Ae610形電気機関車。マッターホルンなどを擁するスイスの車両なだけあり、坂道性能が非常に高い。
England-S
- 性能：Speed4・Accel3・Brake3・Turn4・Hills3

モデルはイギリス国鉄クラス421形電車。地下鉄型電車となっているが、モデルの車両は地下鉄の車両ではない。
France-T
- 性能：Speed3・Accel3・Brake4・Turn4・Hills3

モデルはフランス国鉄Z8100系電車。
Spain-D
- 性能：Speed3・Accel4・Brake3・Turn3・Hills4

モデルはレンフェ252形電気機関車。ディーゼル機関車型電車となっているが、モデルの車両は電気機関車である。
Italy-S
- 性能：Speed4・Accel3・Brake4・Turn3・Hills3

モデルはアジエンダ・トラスポルティ・ミラネージ100系電車か。

Other Area
Indonesia-T
- 性能：Speed3・Accel3・Brake4・Turn3・Hills3

モデルはインドネシア鉄道会社6000形電車。前作のキクーチトレインと同様元東京都交通局6000形電車 (鉄道)で、性能も同一。
Taiwan-T
- 性能：Speed2・Accel3・Brake4・Turn3・Hills4

モデルは台湾鉄路管理局DR1000型気動車 (2代)。
Hong Kong-T
- 性能：Speed3・Accel4・Brake4・Turn3・Hills3

モデルは九広鉄路メトロキャメル電車。本作発売時期にモデルの車両は更新工事が行われていたが、モデルになったものは更新前のもの。
Thailand-T
- 性能：Speed3・Accel2・Brake4・Turn3・Hills4

モデルはタイ国鉄KIHA58系気動車。元国鉄キハ58系気動車だが、前作には同車をモデルとする電車は存在しない。
China-S
- 性能：Speed3・Accel4・Brake3・Turn4・Hills3

モデルは上海地下鉄DC01型電車。
Australia-D
- 性能：Speed4・Accel1・Brake3・Turn4・Hills4

モデルはパシフィック・ナショナルA形ディーゼル機関車。前作のジョーバーンJr.と同性能で、加速の悪さを我慢できればとても扱いやすい。
Egypt-S
- 性能：Speed3・Accel3・Brake2・Turn4・Hills4

モデルはカイロ地下鉄公団1号線電車。
Brazil-S
- 性能：Speed3・Accel2・Brake3・Turn4・Hills4

モデルはサンパウロ地下鉄D形電車。
Zimbabwe-D
- 性能：Speed3・Accel1・Brake4・Turn3・Hills5

モデルはジンバブエ国鉄EL1形電気機関車。Spain-D同様、ディーゼル機関車型電車だがモデルの車両は電気機関車。
New Zealand-R
- 性能：Speed2・Accel3・Brake3・Turn4・Hills4

モデルはクライストチャーチの路面電車。

#### 隠し電車 (WORLD GRAND PRIX)
North America
Los Angeles-S
- 性能：Speed4・Accel5・Brake4・Turn2・Hills2

モデルはロサンゼルス郡都市圏交通局A650形電車。前作のハーンシーントレインと同性能。ツアーモードのステージ「METROPOLIS」の課題「RUNAWAY TRAIN!」をクリアすると手に入る。
Alaska-D
- 性能：Speed4・Accel2・Brake3・Turn3・Hills4

モデルはアラスカ鉄道SD70MAC形ディーゼル機関車。グランプリモードをクリアするとランダムで手に入る。
Washington DC-T
- 性能：Speed3・Accel4・Brake4・Turn3・Hills2

モデルはワシントンメトロ1000系電車。グランプリモードをクリアするとランダムで手に入る。
San Francisco-D
- 性能：Speed3・Accel3・Brake3・Turn3・Hills4

モデルはカルトレインF40PH-2C形ディーゼル機関車。Illinois-DやSan Diego-D、Florida-Dとほぼ同型だが、いずれとも性能が異なる。ツアーモードのステージ「AVENUE B」の課題「FIVE SWITCHES!」をクリアすると手に入る。
New Orleans-R
- 性能：Speed2・Accel3・Brake5・Turn3・Hills3

モデルはニューオーリンズ地方交通局900形電車。最高速度が低くブレーキが非常に強いので、ツアーモードの課題「BRAKE TEST!」に最適といえる。ツアーモードのステージ「AVENUE B」の課題「FOG ALERT!」をクリアすると手に入る。
Canada-D
- 性能：Speed3・Accel3・Brake2・Turn4・Hills4

モデルはGOトランジットGP40-2W形ディーゼル機関車。グランプリモードをクリアするとランダムで手に入る。
Canada-S
- 性能：Speed3・Accel4・Brake4・Turn3・Hills2

モデルはトロント市地下鉄H-5系電車。ツアーモードのステージ「SUBWAY」の課題「PINPOINT STOP!」をクリアすると手に入る。
Baltimore-S
- 性能：Speed3・Accel3・Brake3・Turn4・Hills4

モデルはメリーランド交通管理部ユニバーサル・トランジット・ビークル。Miami-Sと同型の車両をモデルとしているが、性能は異なる。グランプリモードをクリアするとランダムで手に入る。
Canada-T
- 性能：Speed3・Accel3・Brake4・Turn3・Hills3

モデルはバンクーバー・スカイトレインMark I型電車。グランプリモードをクリアするとランダムで手に入る。
California-D
- 性能：Speed4・Accel2・Brake3・Turn4・Hills4

モデルはAmtrack P32AC-DM形ディーゼル機関車。ツアーモードのステージ「SUBWAY」の課題「MOVE IT!」をクリアすると手に入る。

Europe
Belguim-T
- 性能：Speed3・Accel2・Brake4・Turn3・Hills4

モデルはベルギー国鉄古典電車（AM62形からAM79形までのいずれか）。グランプリモードをクリアするとランダムで手に入る。
Netherlands-S
- 性能：Speed4・Accel3・Brake2・Turn4・Hills4

モデルはロッテルダム電鉄5100系電車。ツアーモードのステージ「SOUTH ISLE」の課題「STAY ON TRACK!」をクリアすると手に入る。
Poland-S
- 性能：Speed3・Accel3・Brake3・Turn3・Hills4

モデルはワルシャワ地下鉄81形電車。Russia-Sと同型の車両をモデルとしているが、性能は異なる。ツアーモードのステージ「ROCK ROUTE」の課題「MOVE IT!」をクリアすると手に入る。
Austria-R
- 性能：Speed2・Accel3・Brake4・Turn3・Hills4

モデルはウィーン市電A形・B形電車。グランプリモードをクリアするとランダムで手に入る。
Ireland-T
- 性能：Speed3・Accel4・Brake4・Turn3・Hills2

モデルはアイルランド国鉄8500系電車。ツアーモードのステージ「SOUTH ISLE」の課題「PINPOINT STOP!」をクリアすると手に入る。
Spain-T
- 性能：Speed4・Accel3・Brake4・Turn3・Hills2

モデルはレンフェ446系電車。ツアーモードのステージ「RURAL LANE」の課題「MOVE IT II!」をクリアすると手に入る。
Italy-R
- 性能：Speed3・Accel4・Brake3・Turn3・Hills3

モデルはATAC7000系電車。グランプリモードをクリアするとランダムで手に入る。
France-S
- 性能：Speed3・Accel4・Brake4・Turn3・Hills2

モデルはパリ交通公団MP59系電車。グランプリモードをクリアするとランダムで手に入る。
Norway-T
- 性能：Speed3・Accel2・Brake3・Turn3・Hills5

モデルはノルウェー国鉄69系電車。ツアーモードのステージ「SNOW PLAIN」の課題「MOVE IT II!」をクリアすると手に入る。
Sweden-T
- 性能：Speed4・Accel3・Brake3・Turn3・Hills4

モデルはSaltsjöbanan C6系電車。ツアーモードのステージ「SNOW PLAIN」の課題「FIVE SWITCHES!」をクリアすると手に入る。
Denmark-T
- 性能：Speed5・Accel3・Brake4・Turn3・Hills2

モデルはデンマーク国鉄IR4電車。最高速度とブレーキのステータスが高い先行逃げ切りタイプ。グランプリモードをクリアするとランダムで手に入る。
Portugal-D
- 性能：Speed4・Accel3・Brake3・Turn3・Hills4

モデルはポルトガル鉄道5600系電気機関車。ディーゼル機関車型電車だが、モデルとなった車両は電気機関車である。グランプリモードをクリアするとランダムで手に入る。
Ukraine-T
- 性能：Speed4・Accel2・Brake3・Turn3・Hills4

モデルはウクライナ鉄道ChS2形電気機関車か。グランプリモードをクリアするとランダムで手に入る。
Finland-S
- 性能：Speed4・Accel3・Brake3・Turn3・Hills3

モデルはヘルシンキ地下鉄M100系電車。ツアーモードのステージ「COASTLINE」の課題「FOG ALERT!」をクリアすると手に入る。
Russian-T
- 性能：Speed3・Accel4・Brake3・Turn4・Hills2

モデルはモスクワ地下鉄E形電車。名前の由来はロシアンティー。グランプリモードをクリアするとランダムで手に入る。
Yugoslavia-T
- 性能：Speed3・Accel2・Brake4・Turn3・Hills4

モデルはユーゴスラビア鉄道412系電車。グランプリモードをクリアするとランダムで手に入る。
Croatia-T
- 性能：Speed4・Accel2・Brake3・Turn3・Hills4

モデルはクロアチア鉄道1061系電気機関車。ツアーモードのステージ「COASTLINE」の課題「MOVE IT II!」をクリアすると手に入る。
England-T
- 性能：Speed4・Accel4・Brake3・Turn3・Hills3

モデルはイギリス国鉄91形電気機関車。モデルの車両がインターシティー225の牽引機なだけあり最高速度は高め。ツアーモードのステージ「RURAL LANE」の課題「BRAKE TEST!」をクリアすると手に入る。
Germany-T
- 性能：Speed4・Accel3・Brake3・Turn4・Hills3

モデルはハンブルク地下鉄DT4形電車。地下鉄の車両がモデルだが、本ゲームではその他の鉄道車両型に分類される。グランプリモードをクリアするとランダムで手に入る。
Czech-T
- 性能：Speed4・Accel1・Brake3・Turn4・Hills4

モデルはチェコスロバキア国鉄240系電気機関車。ツアーモードのステージ「METROPOLIS」の課題「INSTRUMENT FAILURE!」をクリアすると手に入る。

Other Area
Korea-S
- 性能：Speed3・Accel4・Brake3・Turn4・Hills3

モデルは釜山交通公団1000系電車。ツアーモードのステージ「CITYSCAPE」の課題「RUNAWAY TRAIN!」をクリアすると手に入る。
Singapore-T
- 性能：Speed3・Accel4・Brake2・Turn4・Hills3

モデルはシンガポール地下鉄C751B形電車。グランプリモードをクリアするとランダムで手に入る。
Sri Lanka-D
- 性能：Speed2・Accel3・Brake4・Turn4・Hills4

モデルはスリランカ鉄道M8形ディーゼル機関車。グランプリモードをクリアするとランダムで手に入る。
Malaysia-T
- 性能：Speed4・Accel4・Brake3・Turn3・Hills3

モデルはラピドKL ART200系電車。ツアーモードのステージ「ROCK ROUTE」の課題「BRAKE TEST!」をクリアすると手に入る。
India-D
- 性能：Speed3・Accel2・Brake3・Turn3・Hills5

モデルはインド鉄道ZDM-3形ディーゼル機関車か。ツアーモードのステージ「ALPINE WAY」の課題「RUNAWAY TRAIN!」をクリアすると手に入る。
Argentina-S
- 性能：Speed3・Accel3・Brake4・Turn3・Hills3

モデルはブエノスアイレス地下鉄公社Nagoya 250形電車。元名古屋市交通局250形電車で、前作のナゴーヤトレインとは同じ路線を走っていたものの別車両のため性能は異なる。ツアーモードのステージ「CITYSCAPE」の課題「STAY ON TRACK!」をクリアすると手に入る。
South Africa-D
- 性能：Speed4・Accel1・Brake4・Turn3・Hills4

モデルはトランスネット17E形電気機関車。ディーゼル機関車型電車だがモデルの車両は電気機関車である。ツアーモードのステージ「ALPINE WAY」の課題「INSTRUMENT FAILURE!」をクリアすると手に入る。
Australia-R
- 性能：Speed2・Accel3・Brake4・Turn3・Hills4

モデルはメルボルン市電Z3形電車。グランプリモードをクリアするとランダムで手に入る。
Morocco-T
- 性能：Speed4・Accel2・Brake3・Turn3・Hills4

モデルはモロッコ国鉄E1250形電気機関車。グランプリモードをクリアするとランダムで手に入る。
Venezuela-S
- 性能：Speed3・Accel4・Brake4・Turn3・Hills3

モデルはカラカス地下鉄2系電車。グランプリモードをクリアするとランダムで手に入る。

Special
Mr.BONE
- 性能：Speed4・Accel3・Brake2・Turn3・Hills5

前後に大きな髑髏の付いた、骸骨装飾の電車。ツアーモードのステージ「SNOW PLAIN」の課題「BACK OFF!」をクリアすると手に入る。
NEKO DEN
- 性能：Speed4・Accel4・Brake3・Turn3・Hills3

名前どおりネコ型の電車。名前の由来はネコバス。『X-treme Express』では「INTER-KITTY」という名前になっている。ツアーモードのステージ「SUBWAY」の課題「BACK OFF!」をクリアすると手に入る。
PACHIKOU
- 性能：Speed5・Accel3・Brake4・Turn3・Hills2

イヌ型の電車。名前の由来は忠犬ハチ公。『X-treme Express』では「DOGGY CHOO」という名前になっている。ツアーモードのステージ「RURAL LANE」の課題「BACK OFF!」をクリアすると手に入る。
KILLER BOY
- 性能：Speed5・Accel2・Brake2・Turn4・Hills4

顔のついた、黒い砲弾型の電車。ツアーモードのステージ「METROPOLIS」の課題「BACK OFF!」をクリアすると手に入る。
SUPER TANK
- 性能：Speed3・Accel2・Brake5・Turn4・Hills3

屋根に砲塔のついた迷彩色の戦車風電車。ツアーモードのステージ「ROCK ROUTE」の課題「BACK OFF!」をクリアすると手に入る。
THE KABUKI
- 性能：Speed3・Accel3・Brake4・Turn3・Hills3

前後に歌舞伎役者の顔がついた、和風装飾の電車。ツアーモードのステージ「CITYSCAPE」の課題「BACK OFF!」をクリアすると手に入る。
PHARA PHARA
- 性能：Speed4・Accel3・Brake4・Turn4・Hills2

前後にツタンカーメンのマスクがついた、ピラミッド風装飾の電車。性能が高めでバランスがよく扱いやすい。ツアーモードのステージ「ALPINE WAY」の課題「BACK OFF!」をクリアすると手に入る。
ANI MODEL
- 性能：Speed3・Accel3・Brake4・Turn4・Hills3

サファリパークのバスを思わせるヒョウ柄の電車。ほかのSpecialの車両と比べると普通の電車に近い見た目をしている。ツアーモードのステージ「AVENUE B」の課題「BACK OFF!」をクリアすると手に入る。
U.F.T
- 性能：Speed2・Accel5・Brake3・Turn4・Hills3

UFOのような装飾。車輪がなく宙に浮いて走るという奇抜な電車だが、線路に対する挙動は他の電車と変わらない（「コトン、コトン」というジョイント音までする）。ツアーモードのステージ「COASTLINE」の課題「BACK OFF!」をクリアすると手に入る。
MINI LOCO
- 性能：Speed3・Accel4・Brake4・Turn3・Hills3

赤と青を基調にした、派手な蒸気機関車型の電車。ツアーモードのステージ「SOUTH ISLE」の課題「BACK OFF!」をクリアすると手に入る。

## 評価
『鉄1〜電車でバトル!〜』は電撃PlayStationソフトレビューでは65、85の150点。レビュアーは挙動やきちんとした当たり判定、アクションゲームのような爽快感、ビジュアルを賞賛、一方でレースゲームとしては線路選択とコースアウトに気を付けながら曲がるだけなので飽きやすい、負け方が理不尽と感じることもあったとした。